# Ljungbyholm
Ljungbyholm är en tätort i Ljungby socken i Kalmar kommun i Kalmar län.  Den ligger cirka 15,2 km söder om Kalmar. 

## Historia
Ljungbyån har en central roll i byns utveckling och utgör idag en markant gräns mellan tätortens norra och södra del. Söder om ån finns den ursprungliga Ljungby kyrkby. Här präglas bebyggelsen och landskapet av ödemark och storgårdar. Norr om Ljungbyån har det istället vuxit upp en modern bebyggelsestruktur med tillhörande service och handelsfunktioner.
Orten var tidigare station vid Kalmar-Torsås Järnväg, bibanan Ljungbyholm–Karlslunda Järnväg utgick från Ljungbyholm. Stationen öppnades den 8 augusti 1899 och lades ned den 30 maj 1965. 

## Befolkningsutveckling
| Befolkningsutvecklingen i Ljungbyholm 1960–2020 | Befolkningsutvecklingen i Ljungbyholm 1960–2020 | Befolkningsutvecklingen i Ljungbyholm 1960–2020 | Befolkningsutvecklingen i Ljungbyholm 1960–2020 | Befolkningsutvecklingen i Ljungbyholm 1960–2020 |
| ----------------------------------------------- | ----------------------------------------------- | ----------------------------------------------- | ----------------------------------------------- | ----------------------------------------------- |
|                                                 |                                                 |                                                 |                                                 |                                                 |
| År                                              |                                                 |                                                 | Folkmängd                                       | Areal (ha)                                      |
| 1960                                            | 1960                                            |                                                 | 738                                             |                                                 |
| 1965                                            | 1965                                            |                                                 | 783                                             |                                                 |
| 1970                                            | 1970                                            |                                                 | 1 044                                           |                                                 |
| 1975                                            | 1975                                            |                                                 | 1 363                                           |                                                 |
| 1980                                            | 1980                                            |                                                 | 1 358                                           |                                                 |
| 1990                                            | 1990                                            |                                                 | 1 430                                           | 164                                             |
| 1995                                            | 1995                                            |                                                 | 1 467                                           | 165                                             |
| 2000                                            | 2000                                            |                                                 | 1 456                                           | 165                                             |
| 2005                                            | 2005                                            |                                                 | 1 461                                           | 169                                             |
| 2010                                            | 2010                                            |                                                 | 1 604                                           | 172                                             |
| 2015                                            | 2015                                            |                                                 | 1 725                                           | 204                                             |
| 2020                                            | 2020                                            |                                                 | 1 831                                           | 215                                             |
|                                                 |                                                 |                                                 |                                                 |                                                 |

## Samhället
I Ljungbyholm utgör korsningen mellan Harbyvägen och Mörevägen ortens centrum. På den västra sidan om Mörevägen finns matvarubutiken ICA Stinsen, en kiosk med spelombud och en pizzeria. Här finns även Ljungbyholms hälsocentral och apotek. På den västra sidan av Harbyvägen finns en koncentration av offentlig verksamhet. Här ligger Ljungby kyrka, Ljungby sockenmagasin, Ljungbyholmskolan (F–6) och Södermöreskolan (7–10), fritidsgård, bibliotek, Södermöre kommundelsnämnd samt service- och äldreboende.

## Lokala föreningar
- PRO
- Ljungbyholms GOIF
- Ljungbyholms GOLF
- Möre hemvärnskompani
- Ljungby hembygdsförening